# Winnengraben
Der Winnengraben ist ein gut drei Kilometer langer Mittelgebirgsbach im bayerischen Sandstein-Odenwald und der nordwestliche und linke Quellbach des Rüdenauer Bachs im unterfränkischen Landkreis Miltenberg.

## Geographie

### Verlauf

#### Quellbereich
Der Winnengraben entspringt im Östlichen zertalten Sandsteinodenwald am Nordfuße des 456 m ü. NHN hohen Rauschen auf dem Gebiet der Kreisstadt Miltenberg im Miltenberger Wald. Seine Quelle liegt im Naturpark Bayerischer Odenwald auf 292 m ü. NHN in einem Nadelwald im nördlichen Teil des Winnetals, etwa 1,7 Kilometer ostnordöstlich der Gemeinde Rüdenau. Knapp einen Kilometer westlich verläuft bereits die Grenze zu Hessen und ungefähr einen Kilometer südwestlich liegt am Ostfuße des Geißbergs (420 m ü. NHN) die Römerschanze, auch Ohrenbacher Schanze genannt, ein Erdwerk aus der spätrömischen Kaiserzeit oder dem Frühmittelalter.
Geologisch ist das Quellgebiet durch eine Talfüllung geprägt, die sich aus polygenetischen, pleistozänen bis holozänen Ablagerungen von Lehm und Sand zusammensetzt. Im Talboden dominieren pseudovergleyte Kolluvisole. Entlang der Uferböschung treten periglazial geprägte Sedimentdecken aus Frostbodenbildungen, Hangsedimenten und Abschwemmmassen auf. Die höheren Hanglagen gehören zur Volpriehausen-Formation und zur Detfurth-Formation des Mittleren Buntsandsteins, deren Gesteine aus feldspatreichen Sandsteinen mit teils eingelagerten Geröllen bestehen. Auf diesem Untergrund entwickelten sich überwiegend Braunerden.

#### Weiterer Verlauf
Der Winnengraben fließt, begleitet auf seiner rechten Seite vom Winneweg, der zugleich als örtlicher Wanderweg dient, zunächst in nordöstlicher Richtung durch das weite, u-förmige Winnetal, dessen Hänge beiderseits von Koniferen bestanden sind. Nach 300 Metern unterquert er den Landelweg und überschreitet dann die Gemeindegrenze von Miltenberg nach Rüdenau. Etwas später staut sich der Winnengraben zu dem kleinen, nur 0,3 Ar großen Rüdenauer See auf, der inmitten eines Mischwalds liegt. Der Bach zieht danach ostwärts, rund 20 Meter südlich der Gemeindegrenze von Kleinheubach zu Rüdenau, am Südfuße des 418 m ü. NHN hohen Hügels Auf der Höhe durch ein weites Tal, das im Norden vom Mischwald des Tmarkswalds und im Süden vom Nadelwald des Aspenrains gesäumt wird. In einem sanften Bogen verläuft er anschließend durch die Flur Bauernwald am Südfuße des Lattbergs entlang und wendet sich dabei zunehmend nach Südosten. Er erreicht dann einen Rastplatz mit Grillstelle, Kinderspielplatz, Parkplatz und einem Ausflugslokal. 
Der Winnegraben verlässt nun den Wald und fließt südsüdostwärts auf seiner linken Seite am westlichen Waldrand des Hügels Scheuerbusch entlang, während auf der gegenüberliegenden Seite das Spielfeld des Fußballvereins TV Rüdenau liegt. Der schmale Bachlauf wird von einem dichten, artenreichen Gehölzsaum vom Waldrand im Osten bis zum Siedlungsbereich begleitet. Auf seiner rechten Seite verläuft er entlang des Sportplatzes in einen flachen Graben mit artenarmer Vegetation und stellenweise Brennnesseln.  Der Bach ist bis zu einem Meter breit, mit steinigem, stellenweise stufig gegliedertem Bett und geringem Gefälle. Bachabwärts umfasst der Uferbewuchs Brunnenkresse, Schmalblättrigen Merk, Hainbuche, Erlen, Weiden und Hasel. Der Bach knickt dann beinahe rechtwinklig nach Osten ab, quert den Winneweg und folgt anschließend wieder seiner ursprünglichen Laufrichtung. Kurz darauf erreicht er den Nordwestrand von Rüdenau und verschwindet dort unmittelbar verrohrt im Untergrund.
Er zieht fast einen halben Kilometer verdolt an der Winnestraße entlang und biegt dann südlich der Einmündung des Windenschlagwegs nach Osten ab. Ungefähr 100 Meter weiter südlich fließt, ebenfalls unterirdisch, der Ohrenbachgraben, der rechte Quellbach des Rüdenauer Bachs. Anschließend passiert der Winnengraben das Gebäude der Freiwilligen Feuerwehr Rüdenau und unterquert dann die Rathausstraße. Der Winnegraben läuft südlich der Kleinheubacher Straße am gegenüberliegenden  Friedhof Rüdenau vorbei, kreuzt noch den Röseweg und vereinigt sich schließlich auf einer Höhe von 185 m ü. NHN mit dem Ohrenbachgraben zum Rüdenauer Bach. Sein 3,2 km langer Lauf endet ungefähr 107 Höhenmeter unterhalb seiner Quelle, er hat somit ein mittleres Sohlgefälle von etwa 33 ‰.

### Einzugsgebiet
Das 4,37 km² große Einzugsgebiet des Winnegrabens liegt im Östlichen zertalten Sandsteinodenwald und wird über den Rüdenauer Bach, den Main und den Rhein zur Nordsee entwässert.
Es grenzt
- im Osten an das  Einzugsgebiet des Rüdenauer Bachs;
- im Süden an das des Ohrenbachgrabens;
- im Südwesten und Westen an das des Ohrenbachs, der über die Mud in den Main entwässert;
- im Nordwesten an das des Laudenbachs, der in den Main mündet und
- ansonsten an das des Mains direkt.

Das Einzugsgebiet ist überwiegend bewaldet, nur am Unterlauf und im Mündungsbereich finden sich Siedlungen und landwirtschaftliche Nutzflächen.